# ضنع (فرع العدين)
ضنع هي إحدى قرى عزلة العاقبة بمديرية فرع العدين التابعة لمحافظة إب، بلغ تعداد سكانها 1029 نسمة حسب تعداد اليمن لعام 2004.